# Дісвелі
Дісвелі (груз. დისველი) — село в Грузії.
За даними перепису населення 2014 року в селі проживає 397 осіб.